# Roman Wäger
Roman Anton Franz Wäger (* 20. Februar 1963) ist ein ehemaliger Schweizer Eishockeyspieler, der mit dem EHC Kloten viermal die Schweizer Meisterschaft gewann. Zudem war er dreimal bester Schweizer Scorer in der Nationalliga A. In 561 Einsätzen erzielte er 334 Tore und 260 Assists. Er ist mit 65 Treffern der erfolgreichste Playofftorschütze.

## Karriere
Roman Wäger begann seine Karriere im Alter von acht Jahren beim EHC Kloten, dem er während 27 Jahren treu blieb. 1979 debütierte er im Alter von 16 Jahren in der Nationalliga A gegen den EHC Biel. Ab 1980 gehörte er fest zur ersten Mannschaft des EHC. In den Jahren 1993, 1994, 1995 und 1996 wurde er viermal in Folge Schweizer Meister mit dem Team.
Kurz vor dem Karriereende absolvierte er die Qualifikation der Saison 1998/99 beim HC Thurgau in der Nationalliga B, kehrte aber für die Playoffs zu seinem Stammverein zurück. 1999 beendete er seine Karriere und übernahm mit seinem Bruder nach einer Meisterausbildung für Sanitärinstallation das Geschäft seines Vaters in Kloten.

### International
Roman Wäger gehörte lange Jahre zum Kern der Schweizer Eishockeynationalmannschaft und bestritt mehrere Weltmeisterschaften. Insgesamt absolvierte er 100 Länderspiele für die Schweiz.

## Erfolge und Auszeichnungen
- 1993: Schweizer Meister  mit dem EHC Kloten
- 1993: NLA Playoff-All-Star-Team
- 1994: Schweizer Meister mit dem EHC Kloten
- 1994: NLA Playoff-All-Star-Team
- 1995: Schweizer Meister mit dem EHC Kloten
- 1996: Schweizer Meister mit dem EHC Kloten